# Bobby Parnell
Robert Allen Parnell (ur. 8 września 1984) – amerykański baseballista, który występował na pozycji miotacza (relief pitchera).

## Kariera
Parnell studiował na Charleston Southern University, gdzie w latach 2003–2005 grał w drużynie uniwersyteckiej Charleston Southern Buccaneers. W 2005 został wybrany w dziewiątej rundzie draftu przez New York Mets i początkowo występował w klubach farmerskich tego zespołu, między innymi w Syracuse Chiefs, reprezentującym poziom Triple-A.
W Major League Baseball zadebiutował 15 września 2002 w meczu przeciwko Washington Nationals. Pierwsze zwycięstwo zanotował 8 maja 2009 w spotkaniu z Pittsburgh Pirates. 5 sierpnia 2009 w meczu z St. Louis Cardinals zaliczył pierwszy w MLB save i pierwsze uderzenie przy pierwszym podejściu do odbicia. W sezonie 2009, mimo iż występował głównie jako reliever, rozegrał osiem meczów jako starting pitcher.
Przed rozpoczęciem sezonu 2013 ze względu na kontuzję łokcia Franka Francisco, został pierwszym closerem zespołu. Kończąc 41 meczów zaliczył 22 save'y. W kwietniu 2014 zmuszony był przejść operację Tommy’ego Johna, a po raz pierwszy po rehabilitacji zagrał 13 czerwca 2015 w meczu przeciwko Atlanta Braves.
W lutym 2016 podpisał niegwarantowany kontrakt z Detroit Tigers. 1 czerwca 2016 ze względu na kontuzję Warwicka Saupolda, Parnell został powołany do 40-osobowego składu Tigers. W sierpniu 2016 został zwolniony z kontraktu.
W styczniu 2017 podpisał niegwarantowany kontrakt z Kansas City Royals.